# 슬라멧산

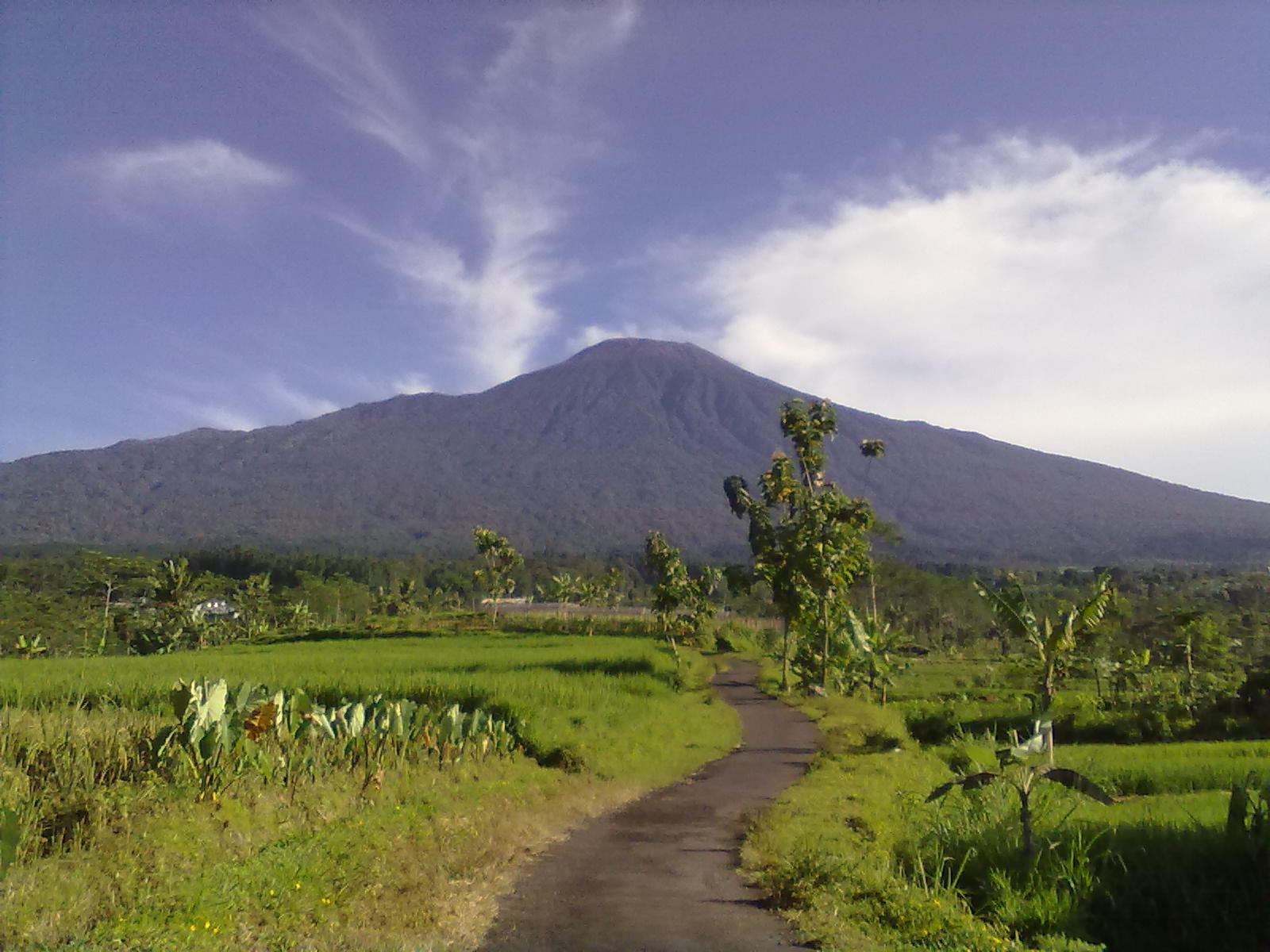
슬라멧산의 모습

슬라멧산(인도네시아어: Gunung Slamet)은 인도네시아의 자와섬(자바섬)에 있는 화산이다. 이 화산은 활화산으로, 성층 화산이며, 자와섬의 서부에 위치하고 있다. 세메루산(Semeru) 다음으로 높은 산이다. 2014년에 다시 분출하기 시작하여, 현재까지 지속되고 있다.